# Carmen Heras
Carmen Heras Pablo (Zamora, 18 de noviembre de  1948) es una política española que fue la primera mujer alcaldesa de Cáceres entre 2007 y 2011. Militante del PSOE de Extremadura, es viuda y tiene un hijo. Si bien ha crecido y estudiado en Castilla y León, se encuentra vinculada a la ciudad de Cáceres desde hace casi 40 años. Se muestra muy interesada en el ámbito de la educación y la formación, campos en los que ha realizado y dirigido estudios, cursos y todo tipo de trabajos y jornadas.

## Trayectoria profesional
Es licenciada en Ciencias Físicas por la Universidad de Valladolid. Actualmente es profesora titular de escuela universitaria en el departamento de Didáctica de las Matemáticas en la Facultad de Formación del Profesorado de la Universidad de Extremadura. Cuando esta facultad tenía la categoría de Escuela de Formación del Profesorado de Cáceres, fue subdirectora (1982-1986) y posteriormente directora (1987-1996) de la misma.
Ha sido representante de la Universidad de Extremadura en la Comisión Provincial de Educación.
En el terreno del área de didáctica, ha sido Presidenta del Comité Organizador de los XIV Encuentros Nacionales de Didáctica de las Ciencias Experimentales (1993), ha realizado unidades didácticas de aplicación en diversas universidades y ha colaborado en programas de formación con el Ayuntamiento de Cáceres.

## Trayectoria política
Fue elegida concejala por el PSOE en el Ayuntamiento de Cáceres en el año 1995. Desde entonces ha mantenido mucha conexión con la política municipal de la ciudad. Fue candidata a la alcaldía de la ciudad en 2003, momento en el cual ganó dos concejales y se situó cerca del gobierno del PP. Es portavoz del Grupo Municipal Socialista desde esas fechas y fue candidata a las elecciones municipales de 2007, consiguiendo ser elegida como la primera mujer alcaldesa de la ciudad de Cáceres, gracias a los votos a favor de Izquierda Unida y Foro Ciudadano.
En las elecciones de 1996 es elegida diputada al Congreso por la provincia de Cáceres, puesto en el que permanecerá hasta la disolución de la cámara antes de las elecciones de 2000. Durante esta etapa fue Secretaria y Vicepresidenta primera de la Comisión de Infraestructuras, además de Portavoz del área de Defensa de los Derechos de los Consumidores y de NNTT del Grupo Socialista. Ha sido, además, portavoz del área de Investigación Científica de dicho grupo.
En cuanto a cargos orgánicos, es miembro del comité Federal del PSOE, y ha desempeñado el cargo de secretaria de Comunicación de la Ejecutiva Regional del PSOE de Extremadura. Ha ostentado la Secretaría General del PSOE de Cáceres entre 1999 y 2004 y entre 2008 y 2011. 

### Prevaricación
Fue presidenta del PSOE de Extremadura desde el 2008 hasta su dimisión, el 1 de marzo de 2016. Heras fue condenada por prevaricación administrativa a ocho años de inhabilitación para ejercer cualquier cargo público.

## Labor como alcaldesa de Cáceres
La labor de Carmen Heras como alcaldesa de Cáceres, al gobernar en minoría, se vio siempre dificultada por la necesidad de pactar con otros grupos municipales. A pesar de ello, durante los 4 años de su gobierno, sacó adelante importantes proyectos para la ciudad, tales como la construcción del Edificio Embarcadero, la conversión del auditorio en un palacio de congresos, la renovación de la Plaza Mayor de Cáceres o la tramitación de la Semana Santa de Cáceres como Fiesta de Interés Turístico Internacional. Otros hechos importantes fueron la creación de los "distritos de barrio" y el "Reglamento de Participación Ciudadana".